# Bitheca steyskali
Bitheca steyskali är en tvåvingeart som först beskrevs av Deeming 1980.  Bitheca steyskali ingår i släktet Bitheca och familjen hoppflugor. Inga underarter finns listade i Catalogue of Life.